# Euphorbia glaberrima
Euphorbia glaberrima là một loài thực vật có hoa trong họ Đại kích. Loài này được K.Koch mô tả khoa học đầu tiên năm 1849.